# Vezércsel
A vezércsel az egyik legrégebbi ismert sakkmegnyitás, amelyet először a Göttingeni kéziratban említenek. Igazán népszerűvé a 19. században vált.

## Története
A legkorábbi archívumokban fellelhető néhány vezércsel megnyitású sakkjátszmát Gioachino Greco játszotta névtelen ellenfelek ellen.
A modern sakk korai időszakában a vezérgyalog megnyitások nem voltak divatosak, így a vezércsel sem volt elterjedt egészen az 1873-as Bécsben rendezett nagymester versenyig. Ezen megnyitás elméleti fejlődéséhez Steinitz és Tarrasch nagyban hozzájárult – növelve a pozíciós játékstílus népszerűségét. A vezércsel 1920 és 1930 között érte el népszerűségének tetőpontját.
Az 1927-es sakkvilágbajnokság döntőjében José Raúl Capablanca és Alekszandr Aljechin 32 játszmában alkalmazta ezt a megnyitást az összesen lejátszott 34 partiból.
A második világháború után a megnyitás egyre kevesebbszer fordult elő a versenygyakorlatban, mivel 1.d4 -re sötét válaszlépése egyre gyakrabban 1...Hf6 volt – a szimmetrikus állások helyett divatba jöttek a nem szimmetrikus indiai védelmek.
Azonban a vezércsel mai napig szerepel a sakknagymesterek, sőt még a volt világbajnok, Visuvanádan Ánand megnyitási repertoárjában és időről időre előfordul a szupernagymesterek partijaiban.

## Leírás
|    | |    |    |    |    |    |    |
|    | \| \| \| \| \| \| \| \| \| \| \| \| \| \| \| \| \| \| \| \| \| \| \| \| \| \| \| \| \| \| \| \| \| \| \| \| \| \| \| \| \| \| \| \| \| \| \| \| \| \| \| \| \| \| \| \| \| \| \| \| \| \| \| \| \| \| \| \| \| \| \| \| |    |    |    |    |    |    |
|    | |    |    |    |    |    |    |
| a8 | b8 | c8 | d8 | e8 | f8 | g8 | h8 |
| a7 | b7 | c7 | d7 | e7 | f7 | g7 | h7 |
| a6 | b6 | c6 | d6 | e6 | f6 | g6 | h6 |
| a5 | b5 | c5 | d5 | e5 | f5 | g5 | h5 |
| a4 | b4 | c4 | d4 | e4 | f4 | g4 | h4 |
| a3 | b3 | c3 | d3 | e3 | f3 | g3 | h3 |
| a2 | b2 | c2 | d2 | e2 | f2 | g2 | h2 |
| a1 | b1 | c1 | d1 | e1 | f1 | g1 | h1 |

| a8 | b8 | c8 | d8 | e8 | f8 | g8 | h8 |
| a7 | b7 | c7 | d7 | e7 | f7 | g7 | h7 |
| a6 | b6 | c6 | d6 | e6 | f6 | g6 | h6 |
| a5 | b5 | c5 | d5 | e5 | f5 | g5 | h5 |
| a4 | b4 | c4 | d4 | e4 | f4 | g4 | h4 |
| a3 | b3 | c3 | d3 | e3 | f3 | g3 | h3 |
| a2 | b2 | c2 | d2 | e2 | f2 | g2 | h2 |
| a1 | b1 | c1 | d1 | e1 | f1 | g1 | h1 |

Kezdő lépések:
1. d4 d5
2. c4
A 2.c4 lépéssel világos megpróbálja lecserélni a c4 szélső gyalogot a d5 centrum gyalogra és előkészíteni egy későbbi e2-e4 gyalog előrenyomulást.
A vezércsel egy nem valódi csel - mivel sötét nem tudja megtartani a gyalogelőnyt pl. 1.d4 d5 2.c4 dxc4 3.e3 b5? (Sötét megpróbálja megvédeni a gyalogot, de inkább fejlődnie kellene 3...e5! lépéssel) 4.a4 c6? 5.axb5 cxb5?? 6.Vf3! világos döntő előnyével.

### Fő változatok
A vezércselnek két fő változata van, attól függően, hogy sötét d5 gyalog leüti-e a c4 világos gyalogot: elfogadott vezércsel vagy elhárított vezércsel. Az elfogadott vezércselben sötét a 2...dxc4 lépéssel ideiglenesen feladja a centrumot, hogy szabad fejlődési lehetőséghez jusson. Az elhárított vezércselben sötét játéka a d5 pont megtartása. Sötét állása gyakran nyomott lesz, de cserékre törekszik és a gyalogstruktúra robbantására a c5 és e5 pontokon, hogy kiegyenlítse az állást.
- 2...dxc4 (elfogadott vezércsel)
- 2...Hc6 (Csigorin-védelem)
- 2...c5 (szimmetrikus védelem)
- 2...c6 (szláv védelem)
- 2...e5 (Albin-ellencsel)
- 2...e6 (elhárított vezércsel)
- 2...Ff5 (balti változat)
- 2...Hf6 (Marshall-védelem)
- 2...g6 (Aljechin-változat)

Technikailag amennyiben sötét válasza nem 2...dxc4 (vagy amennyiben sötét korai lépései között nem szerepel 2...dxc4 - tehát nem fogadja el a c4 gyalogot ideiglenes áldozatként) elhárított vezércselnek minősül. De a szláv védelem, a Csigorin-védelem és az Albin-ellencsel külön önálló megnyitások.
Számos megnyitási variáció van 2...e6 -ot követően, némelyik változat önálló megnyitásként van nyilvántartva. Ilyen például az ortodox védelem és a Tarrasch-védelem.